# Sorbus maderensis
Espèce
Classification APG III (2009)
Répartition géographique
Statut de conservation UICN

 CR D : 
En danger critique
Le Sorbier de Madère (Sorbus maderensis) est une espèce de plantes à fleurs de la famille des Rosacées.

## Description
Le Sorbier de Madère est une espèce d'arbuste du genre Sorbus.

## Répartition et habitat
L'espèce est endémique de l'île de Madère.